# Folclore

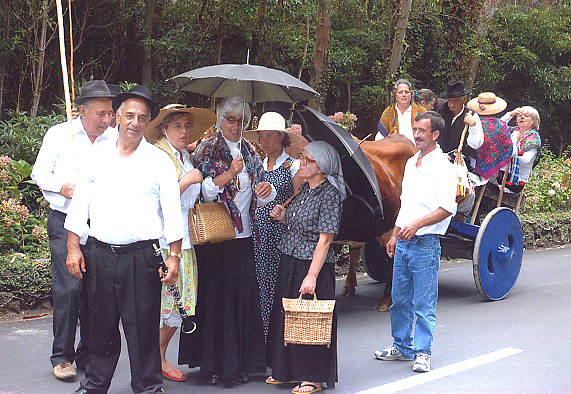
Folclore dos Açores, trajos tradicionais.

Folclore (do inglês folklore: "conhecimento popular") é um gênero da cultura de origem popular, que representa a identidade social de uma comunidade através de atividades culturais que nasceram, individualmente ou coletivamente, e se desenvolveram com o povo (costumes e tradições) transmitidos entre gerações.
Folclorismo é uma especialidade da ciência que tem como objeto o estudo sobre o homem, os costumes e as tradições, em paralelo a antropologia (ciência que estuda todas as dimensões do homem e da humanidade).
Este tipo de cultura não é um conhecimento cristalizado, embora se enraíze em tradições que podem ter grande antiguidade, mas transforma-se no contato entre culturas distintas, nas migrações, e através dos meios de comunicação, onde se inclui recentemente a internet. Uma das funções culturais da Organização das Nações Unidas para a Educação, a Ciência e a Cultura (UNESCO) é orientar as comunidades no sentido de administrar sua herança folclórica, cientes de que o progresso e as mudanças que ele provoca podem tanto enriquecer uma cultura como destruí-la para sempre.

## Etimologia
O termo folclore é um neologismo de folk-lore, onde os vocábulos da língua inglesa folk significa "gente" ou "povo" e lore significa "conhecimento", passando a ter o significado de conhecimento tradicional de um povo. Usada primeira vez na carta enviada por arqueólogo Ambrose Merton - pseudônimo de Willian Thoms - endereçada à revista londrina “The Atheneum”, que a publicou em agosto de 1845. Em comemoração instituiu-se mundialmente o Dia do Folclore em 22 de agosto.

## História

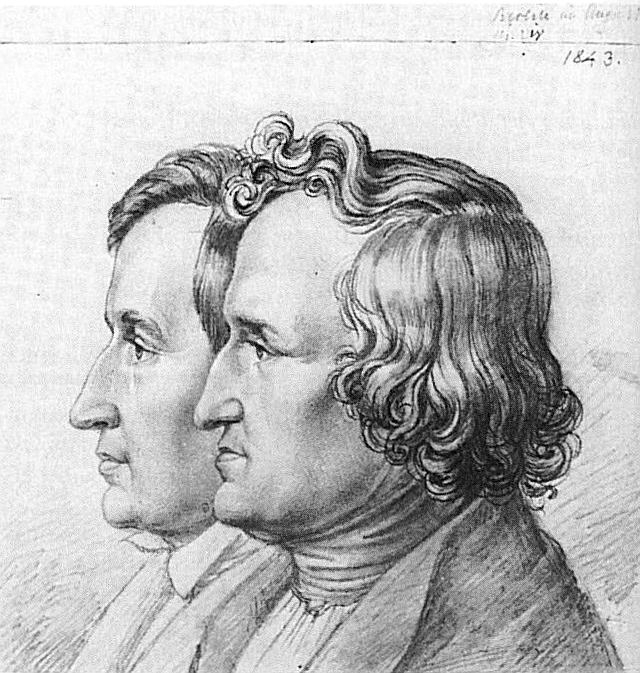
Os irmãos Grimm.

O interesse pelo folclore nasceu no fim do século XVIII, quando estudiosos como os Irmãos Grimm e Herder iniciaram pesquisas sobre a poesia tradicional na Alemanha e "descobriu-se" a cultura popular como oposta à cultura erudita cultivada pelas elites e pelas instituições oficiais. Logo esse interesse se espalhou por outros países e se ampliou para o estudo de outras formas literárias, músicas, práticas religiosas e outros fatos chamados na época de "antiguidades populares". Neste início de sistematização os pesquisadores procuravam abordar a cultura popular através de métodos aplicados ao estudo da cultura erudita.
O termo folclore  passou a ser utilizado então para se referir às tradições, costumes e superstições das classes populares. Posteriormente, o termo passou a designar toda a cultura nascida principalmente nessas classes, dando ao folclore o status de história não escrita de um povo. Mesmo que o avanço da ciência e da tecnologia tenha levado ao descrédito muitas dessas tradições populares, a influência do pensamento positivista do século XIX contribuiu para dignificá-las, entendendo-as como elos em uma cadeia ininterrupta de saberes que deveria ser compreendida para se entender a sociedade moderna. Assim, com a conscientização de que a cultura popular poderia desaparecer devido ao novo modo de vida urbano, seu estudo se generalizou, ao mesmo tempo em que ela passou a ser usada como elemento principal em obras artísticas, despertando o sentimento nacionalista dos povos.
Depois de iniciar e frutificar na Europa, o estudo do folclore se estendeu ao Novo Mundo, chegando ao Brasil na segunda metade do século XIX através dos precursores Celso de Magalhães e Sílvio Romero, e aos Estados Unidos, onde em 1888, William Wells Newell, Mark Twain, Rutherford Hayes e um grupo de outros interessados fundaram a Sociedade Americana de Folclore (do inglês "American Folklore Society"), que publica um jornal em atividade até hoje, o Journal of American Folklore. A contribuição dos folcloristas norte-americanos ocorreu através de pesquisas  apoiadas por universidades, definindo novas fronteiras metodológicas e lançando as bases para a fundação do folclorismo como uma nova especialidade científica, paralela à antropologia.

## A sociedade contemporânea

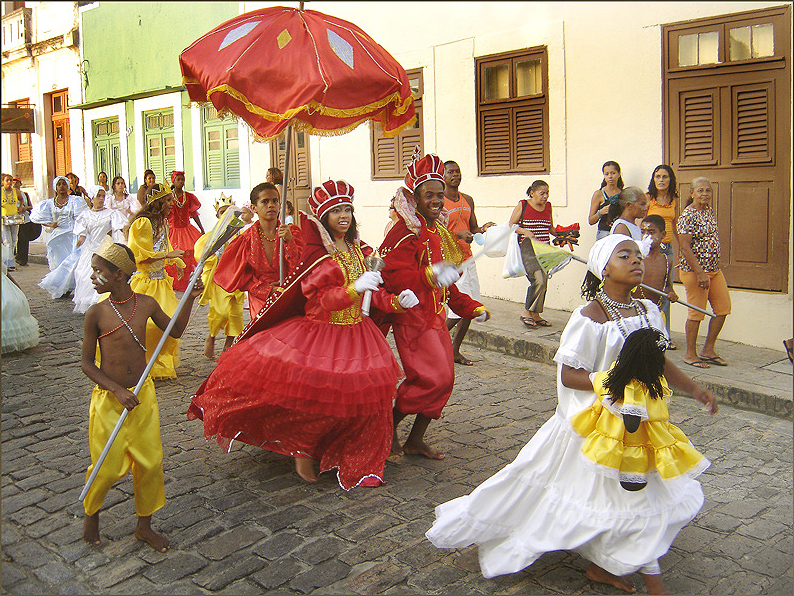
Bloco de maracatu em Olinda

Atualmente o folclorismo está bem estabelecido e é reconhecido como uma ciência, a ponto de tornar seu objeto, a cultura popular ou folclore, instrumento de educação nas escolas e um bem protegido genericamente pela UNESCO e especificamente por muitos países, que inseriram muitos de seus elementos constituintes em seus elencos de bens de patrimônio histórico e artístico a serem protegidos e fomentados.
Considera-se hoje o folclorismo um ramo das  Ciências Sociais e Humanas, e seu estudo deve ser feito de acordo com a metodologia própria dessas ciências. Como parte da cultura de uma nação, o folclore deve ter o mesmo direito de acesso aos incentivos públicos e privados concedidos às outras manifestações culturais e científicas. Segundo Von Gennep,
| “ | o folclore não é, como se pensa, uma simples coleção de fatos disparatados e mais ou menos curiosos e divertidos; é uma ciência sintética que se ocupa especialmente dos camponeses e da vida rural e daquilo que ainda subsiste de tradicional nos meios industriais e urbanos. O folclore liga-se, assim, à economia política, à história das instituições, à do direito, à da arte, à tecnologia, etc, sem entretanto confundir-se com estas disciplinas que estudam os fatos em si mesmos de preferência à sua reação sobre os meios nos quais evoluem.. | ” |

Apesar de existir uma metodologia específica para o estudo contemporâneo do folclore, já existe a consciência de que o impacto dos novos meios de comunicação sobre as culturas, populares ou eruditas, está a exigir uma reformulação nos conceitos e sistemas de análise. Já não são raros os elementos do povo que usam gravadores, câmeras de vídeo, internet ou outros meios de alta tecnologia para o registro e difusão das manifestações folclóricas, tornando a delimitação do campo de estudo e a caracterização do fato folclórico cada vez mais difíceis. Roberto Benjamin, presidente da Comissão Nacional de Folclore do Brasil em 2001, declarou que

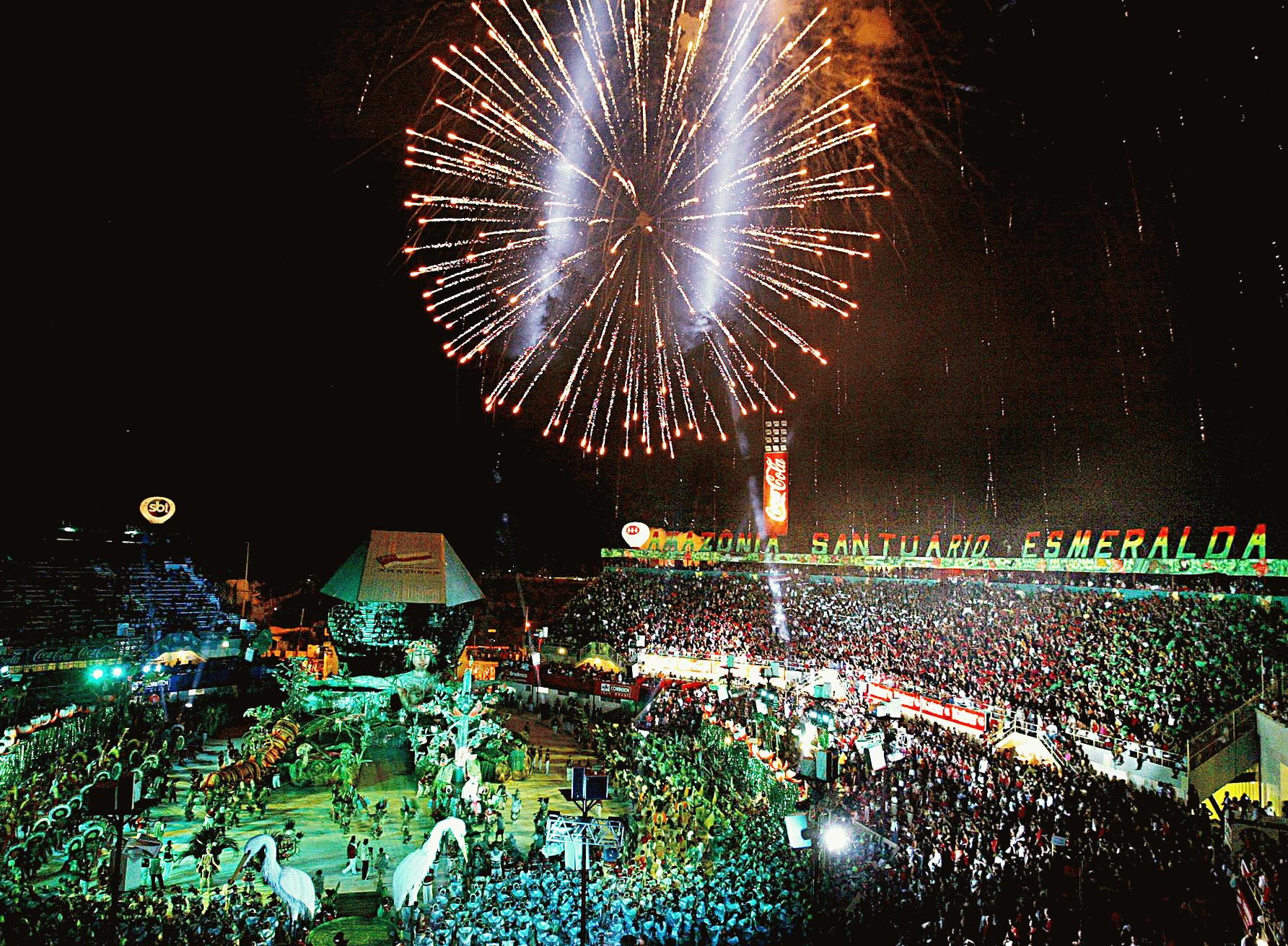
O Boi-bumbá de Parintins

| “ | um outro processo a merecer atenção é o da espetaculização das manifestações folclóricas pela pressão dos meios de comunicação de massa e do turismo. Algumas das manifestações tradicionais guardam a natureza de espetáculos, que têm sido levados à exacerbação, convertendo-se em produto da cultura de massas. O exemplo mais evidente é o do boi-bumbá de Parintins. Preocupante, porém, é o caso de manifestações de natureza ritual, reservadas aos membros de comunidades religiosas, que por seu exotismo estão sendo cooptadas para converter-se em eventos de massa. É o caso das panelas-de-Iemanjá, convertidas em festivais para turistas. Diante desse quadro, torna-se necessária uma nova postura liberada dos preconceitos etnocêntricos, a reciclagem das técnicas de pesquisa em trabalho interdisciplinar com a incorporação das contribuições renovadas das ciências humanas e das ciências da linguagem, o uso de novas tecnologias e equipamentos disponíveis". | ” |

## Classificação do folclore
Pode-se dividir as manifestações folclóricas em oito categorias:
- Música e dança;
- Festas populares;
- Usos e costumes;
- Crendices e religiosidades;
- Artesanato;
- Brinquedos e brincadeiras, e;
- Linguagem e literatura oral (dialetos).

## Características do fato folclórico
Para ser considerado um fato é folclórico, deve apresentar as seguintes características: tradicionalidade, dinamicidade, funcionalidade e aceitação coletiva.
- Tradicionalidade, transmissão geracional, entendida como uma continuidade, onde os fatos novos se inserem sem ruptura com o passado, construindo-se sobre esse passado;
- Dinamicidade, a feição mutável, ainda que baseada na tradição;
- Funcionalidade, o contexto dinâmico (motivo) que originou o fato, não constituindo um dado isolado;
- Aceitação coletiva, deve ser uma prática generalizada, implicando uma identificação coletiva com o fato, mesmo que ele derive das elites. Esse critério não leva em conta o anonimato que muitas vezes caracteriza o fato folclórico e que tem sido considerado um indicador de autenticidade, pois mesmo se houver autor, desde que o fato seja absorvido pela cultura popular, ainda deve ser considerado folclórico. Um exemplo disso é a literatura de cordel brasileira, geralmente com autoria definida, mas tida como elemento genuíno da cultura popular.

Pode-se acrescentar a esses o critério da espontaneidade, já que o fato folclórico não nasce de decretos governamentais nem dentro de laboratórios científicos; é antes uma criação surgida organicamente dentro do contexto maior da cultura de uma certa comunidade. Mesmo assim, em muitos locais já estão sendo feitos esforços por parte de grupos e instituições oficiais no sentido de se recriar inteiramente, nos dias de hoje, fatos folclóricos já desaparecidos, o que deve ser encarado com reserva, dado o perigo de falsificação do fato folclórico. Também deve ser regional, ou seja, localizado, típico de uma dada comunidade ou cultura, ainda que similares possam ser encontrados em países distantes, quando serão analisados como derivação ou variante.

## Imagens

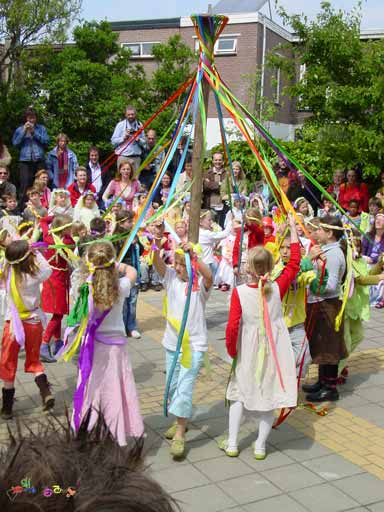
Pinksterkrone, Países Baixos. Esta dança é conhecida no Brasil como pau-de-fita
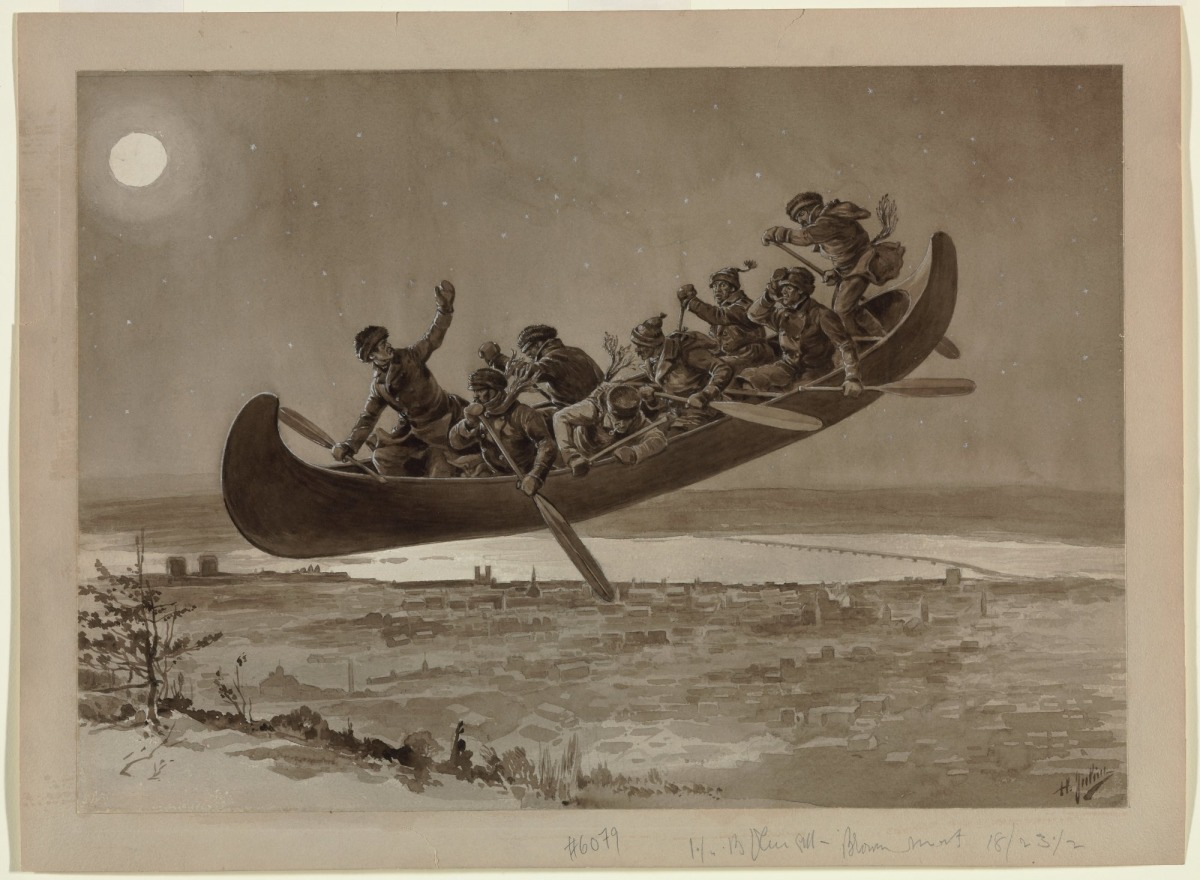
Henri Julien: Ilustração para a história da Canoa encantada, do folclore franco-canadense
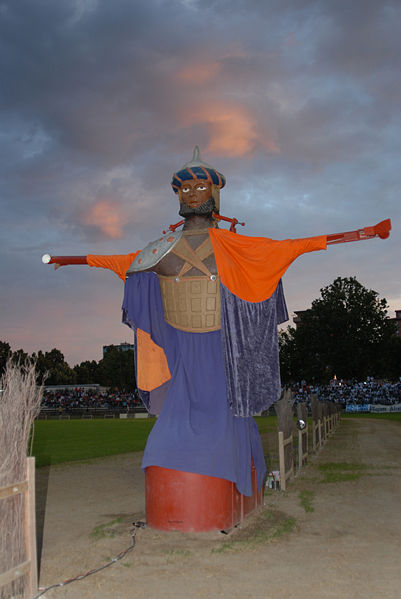
Palio del Niballo, Itália
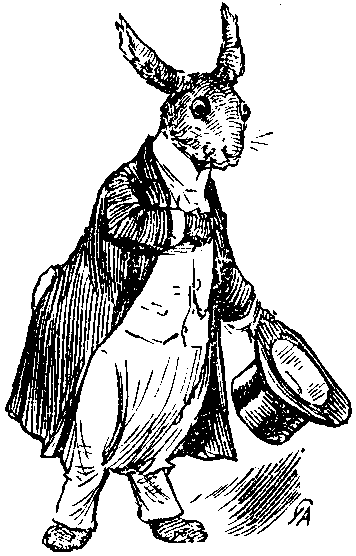
Brer Rabbit, do folclore anglo-americano

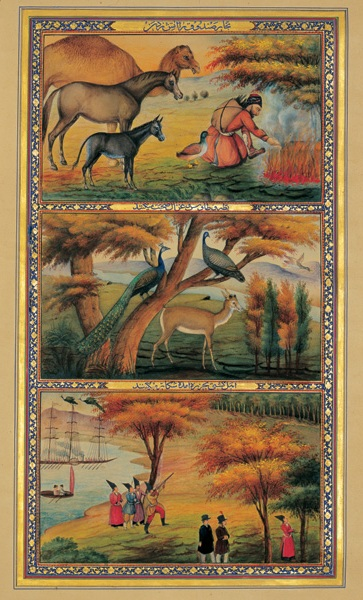
Sani ol-Molk: Ilustração para As mil e uma noites, o célebre ciclo de contos do folclore árabe
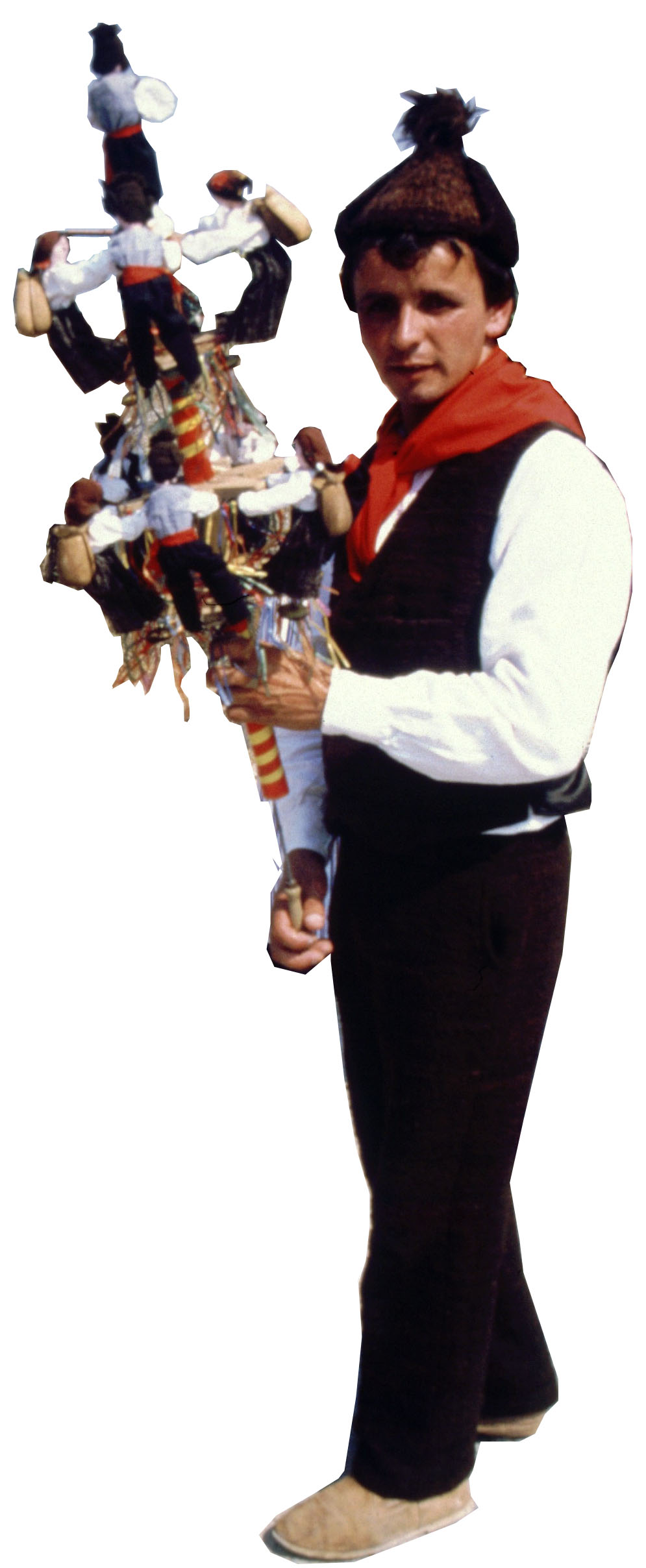
Musicista tradicional da Ilha da Madeira
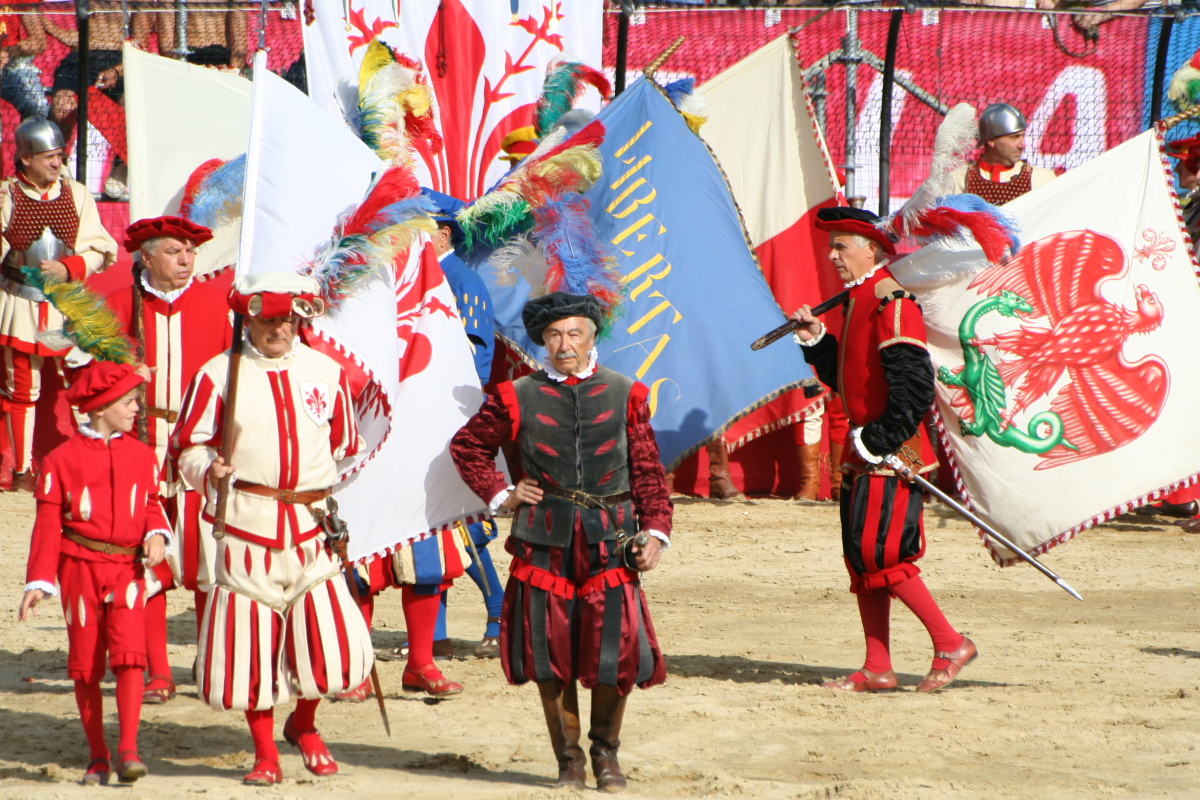
Cerimônia do Calcio Storico de Florença
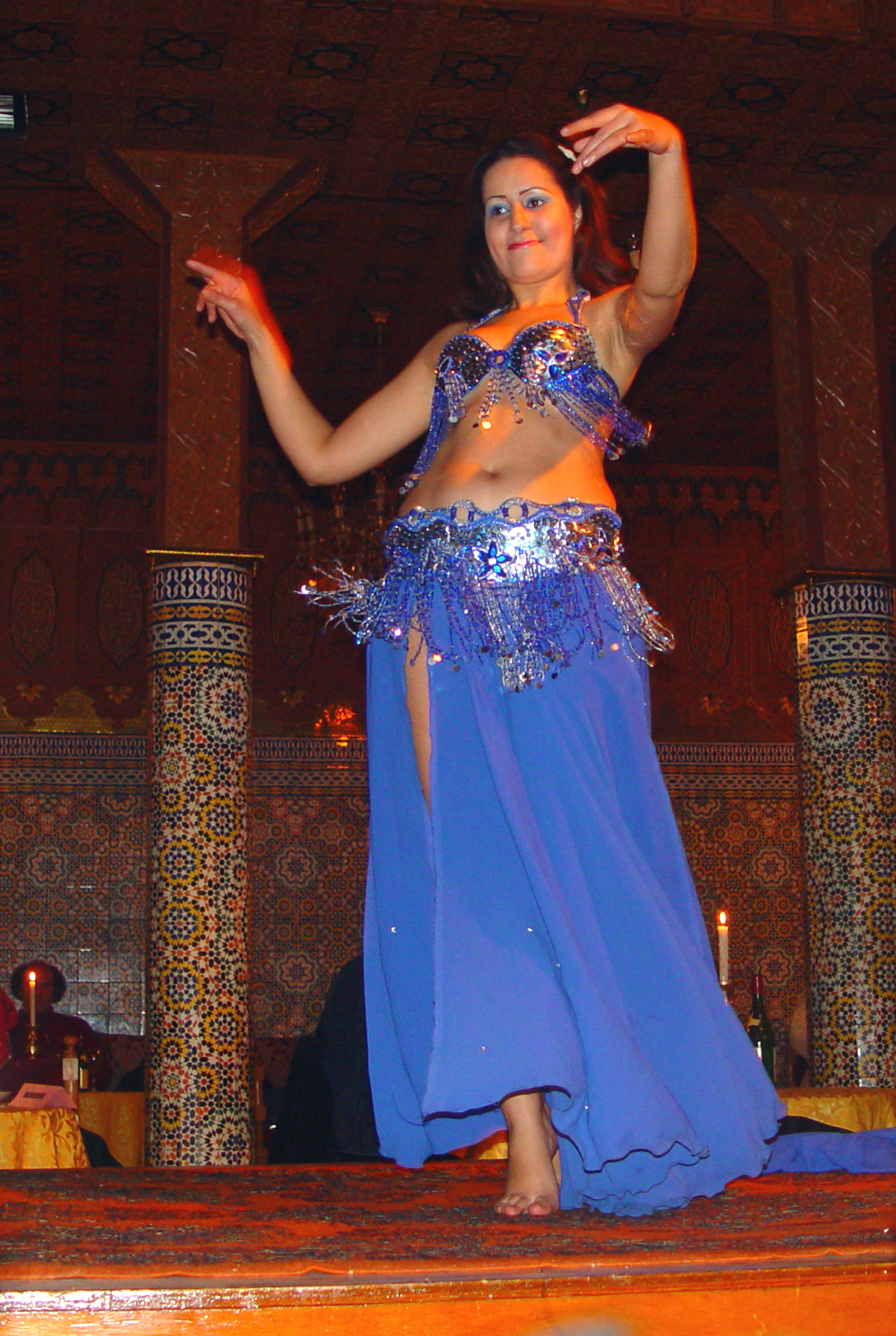
Dança marroquina